# ハイダ族

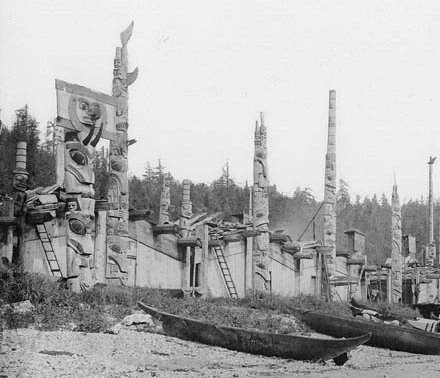
1878年に撮影されたハイダ族の集落。大木を駆使したロングハウスやトーテムポールが建ち並ぶ

ハイダ族（Haida）は主にカナダ・ブリティッシュコロンビア州に居住する先住民族（ファーストネーション）。一部はアメリカ合衆国アラスカ州にも居住区がある。
ハイダ族はロシア人によって「カイガン」と呼ばれた人種で、20世紀の中頃までプリンス・ウェルス島の南3分の1はハイダ族が占めていた。言語においても社会制度においてもトリンキット族に近似している、とソ連の地理学者レフ・ベルクは述べている。現在では特にブリティッシュコロンビア州のハイダ・グワイ（旧名：クイーンシャーロット島）に、ハイダ族の居住する村が多く集まっている。ハイダ族の芸術と村落が残るスカン・グアイはユネスコ世界遺産に登録されている。その北にはグアイ・ハアナス国立公園もカナダ国定史跡として設けられている。
ハイダ族のデザイン表現や精巧な彫刻技術で知られ、現在でもビル・リード等の芸術家が知られる。